# Brian Quinn (soccer)
Ne doit pas être confondu avec Brian Quinn (économiste).
Brian Quinn (né le 26 mai 1960 à Belfast en Irlande du Nord) est un joueur international américain d'origine nord-irlandaise de soccer, qui évoluait au poste de milieu de terrain, avant de devenir entraîneur.

## Biographie

### Carrière de joueur

#### Carrière en sélection
Avec l'équipe des États-Unis, il joue 48 matchs (pour un but inscrit) entre 1991 et 1994. Il figure notamment dans le groupe des sélectionnés lors de la Gold Cup de 1991.
Il participe également à la Coupe des confédérations de 1992. Lors de la compétition, il dispute le match des demi-finales contre l'Arabie saoudite.

## Palmarès
États-Unis
- Gold Cup (1) :
  - Vainqueur : 1991.